# (6847) Kunz-Hallstein
(6847) Kunz-Hallstein est un astéroïde de la ceinture principale aréocroiseur.

## Description
(6847) Kunz-Hallstein est un astéroïde aréocroiseur. Il présente une orbite caractérisée par un demi-grand axe de 2,32 UA, une excentricité de 0,29 et une inclinaison de 24,6° par rapport à l'écliptique.

## Compléments